# Олбані (округ Пепін, Вісконсин)
Олбані (англ. Albany) — місто (англ. town) в США, в окрузі Пепін штату Вісконсин. Населення — 716 осіб (2020).

## Демографія
Згідно з переписом 2010 року, у місті мешкало 676 осіб у 237 домогосподарствах у складі 187 родин. Було 257 помешкань
Расовий склад населення:
| - 98,5 % — білих - 0,6 % — чорних або афроамериканців - 0,1 % — азіатів |

До двох чи більше рас належало 0,1 %. Частка іспаномовних становила 1,2 % від усіх жителів.
За віковим діапазоном населення розподілялося таким чином: 30,0 % — особи молодші 18 років, 58,3 % — особи у віці 18—64 років, 11,7 % — особи у віці 65 років та старші. Медіана віку мешканця становила 35,9 року. На 100 осіб жіночої статі у місті припадало 105,5 чоловіків;  на 100 жінок у віці від 18 років та старших — 107,5 чоловіків також старших 18 років.
Середній дохід на одне домашнє господарство  становив 75 359 доларів США (медіана — 48 929), а середній дохід на одну сім'ю — 91 548 доларів (медіана — 61 094). Медіана доходів становила 40 625 доларів для чоловіків та 25 156 доларів для жінок. За межею бідності перебувало 17,3 % осіб, у тому числі 17,4 % дітей у віці до 18 років та 17,9 % осіб у віці 65 років та старших.
Цивільне працевлаштоване населення становило 359 осіб. Основні галузі зайнятості: освіта, охорона здоров'я та соціальна допомога — 21,7 %, роздрібна торгівля — 17,3 %, сільське господарство, лісництво, риболовля — 13,9 %, виробництво — 12,8 %.